# Sudamerlycaste heynderycxii
Sudamerlycaste heynderycxii är en orkidéart som först beskrevs av Charles Jacques Édouard Morren, och fick sitt nu gällande namn av Fredy Archila. Sudamerlycaste heynderycxii ingår i släktet Sudamerlycaste och familjen orkidéer. Inga underarter finns listade i Catalogue of Life.